# Aloe kirkii
Aloe kirkii é uma espécie de liliopsida do gênero Aloe, pertencente à família Asphodelaceae.